# Mähe
Mähe är en stadsdel i distriktet Pirita i Estlands huvudstad Tallinn.